# Edsel Corsair
Edsel Corsair – samochód osobowy klasy luksusowej produkowany pod amerykańską marką Edsel w latach 1958 – 1959.

## Pierwsza generacja

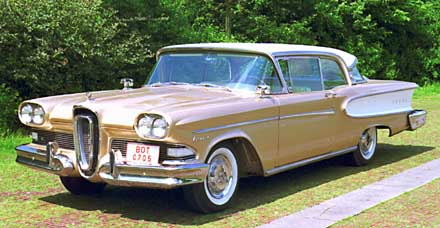
Edsel Corsair I

Edsel Corsair I został zaprezentowany po raz pierwszy w 1958 roku.
Model Corsair poszerzył ofertę marki Edsel w 1958 roku jako luksusowa linia modelowa dostępna w pięciu wariantach nadwoziowych. Samochód zachował identyczne, charakterystyczne cechy wyglądu w porównaniu do pozostałych modeli producenta z 1958 roku.

### Dane techniczne (V8 5.4)
- V8 5,4 l (5441 cm³), 2 zawory na cylinder, OHV
- Średnica × skok tłoka: 101,60 mm × 83,70 mm
- Stopień sprężania: 9,5:1
- Moc maksymalna: 228 KM (168 kW) przy 4600 obr./min
- Maksymalny moment obrotowy: 431 Nm przy 2800 obr./min

## Druga generacja

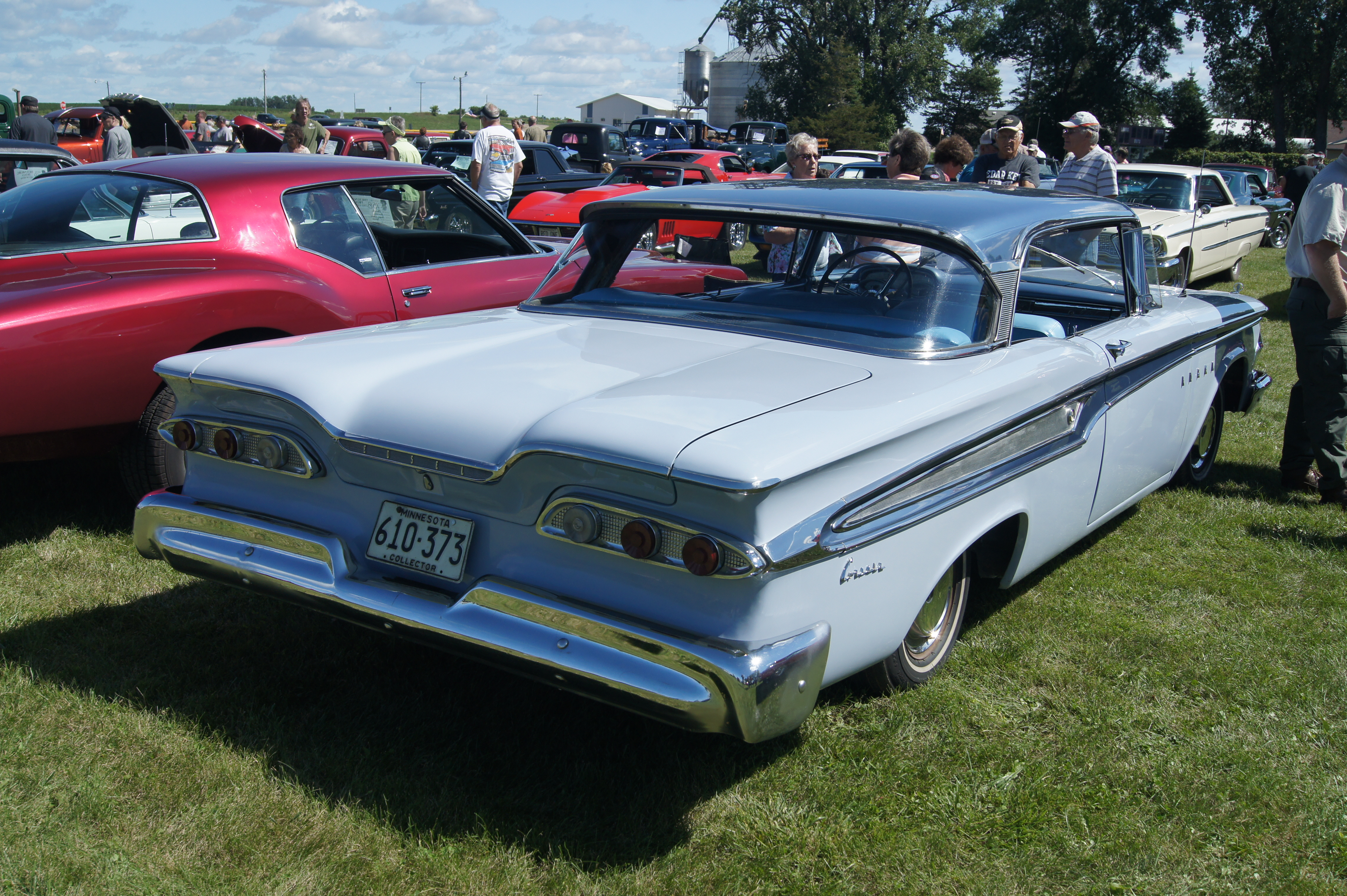
Edsel Corsair II - tył

Edsel Corsair II został zaprezentowany po raz pierwszy w 1959 roku.
Wraz z drugim rokiem obecności rynkowej modelu Corsair, Edsel zdecydował się przedstawić nową, drugą generację. Samochód utrzymany został w nowej estetyce producenta, wyróżniając się niżej osadzonymi reflektorami oraz mniejszym, charakterystycznym owalnym wlotem powietrza.

### Dane techniczne (V8 6.7)
- V8 6,7 l (6744 cm³), 2 zawory na cylinder, OHV
- Średnica × skok tłoka: 106,80 mm × 94,10 mm
- Stopień sprężania: 10,5:1
- Moc maksymalna: 350 KM (257 kW) przy 4600 obr./min
- Maksymalny moment obrotowy: 644 Nm przy 2900 obr./min